# Euphyia cortadoides
Euphyia cortadoides là một loài bướm đêm trong họ Geometridae.